# オーガスタス・セント＝ゴーデンス

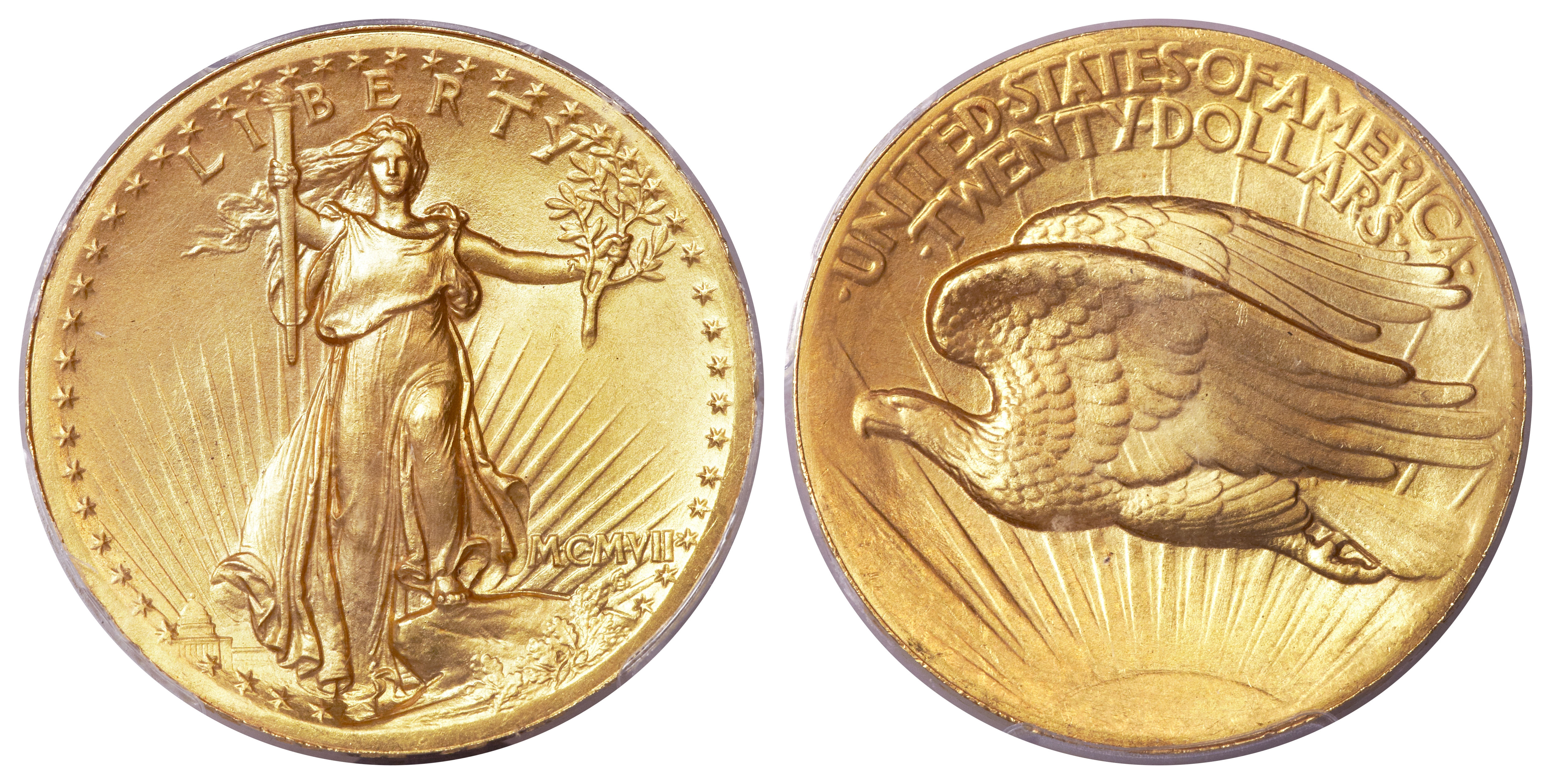
セント＝ゴーデンスがデザインした「ダブルイーグル」20ドル金貨

オーガスタス・セント＝ゴーデンス（Augustus Saint-Gaudens、 1848年3月1日 - 1907年8月3日）はフランス人の父親とアイルランド人の母親を持つアメリカ合衆国の彫刻家である。6歳の時家族とアメリカに移住した。フランスやイタリアで彫刻を学び、南北戦争の北軍の将軍を記念する彫刻などを制作した。姓のSaint-Gaudensの日本での音訳はフランス語風に音訳して「サン＝ゴーダン」と書かれる場合と英語読みの「セント・ゴーデンス」と書かれる場合がある。

## 略歴
アイルランドのダブリンで生まれた。父親はフランス、オート＝ガロンヌ県の Aspet出身の靴職人で母親はアイルランド人であった。オーガスタス・セント＝ゴーデンスが6歳の時、家族はアメリカに移住し、セント＝ゴーデンスはニューヨークで育った。カメオ細工の職人の徒弟をしながら、クーパー・ユニオンやナショナル・アカデミー・オブ・デザインの夜間コースで美術を学んだ。1867年に徒弟の契約が明けるとパリに渡り、パリ国立高等美術学校のフランソワ・ジョフロワの教室で彫刻を学んだ。1870年にはローマに移り、建築や美術を学んだ。彫刻家としての仕事の依頼が得られるようになり、ローマで美術を学んでいたアメリカの女性と知り合い、1877年に結婚した。
1876年に南北戦争の勇敢な海軍軍人、デヴィッド・ファラガットの記念碑制作の注文を獲得して、パリに工房を借りて制作し、この像は1881年にニューヨークのマディソン・スクエアに設置された。その後も南北戦争の英雄などの多くのモニュメントを制作した。
1898年に設立された、ジェームズ・マクニール・ホイッスラーが初代会長を務めた「国際彫刻家、画家、版画家協会」(International Society of Sculptors, Painters and Gravers)の会員になり、1904年に設立されたアメリカ芸術文学アカデミー（American Academy of Arts and Letters）の創立会員になった。
最晩の1904年にセオドア・ルーズベルト大統領がアメリカの金貨のデザインを変更する決定をしたとき、そのデザインを依頼された。セント＝ゴーデンスのデザインは制作が難しいものであったが、より作りやすいデザインに変更されて「ダブル・イーグル」と呼ばれる20ドル金貨は1907年から1933年まで発行された。
息子のホーマー・セント＝ゴーデンス(Homer Saint-Gaudens: 1880-1953)はカーネギー美術館(Carnegie Museum of Art)の館長を務め、現代美術展「カーネギー・インターナショナル」を開催した功績で「タイム」誌の表紙を飾った人物となった。
オーガスタス・セント＝ゴーデンスの弟子には彫金家のジョン・フラナガンや彫刻家のフレデリック・ウィリアム・マクマニーズらがいる。

## 作品

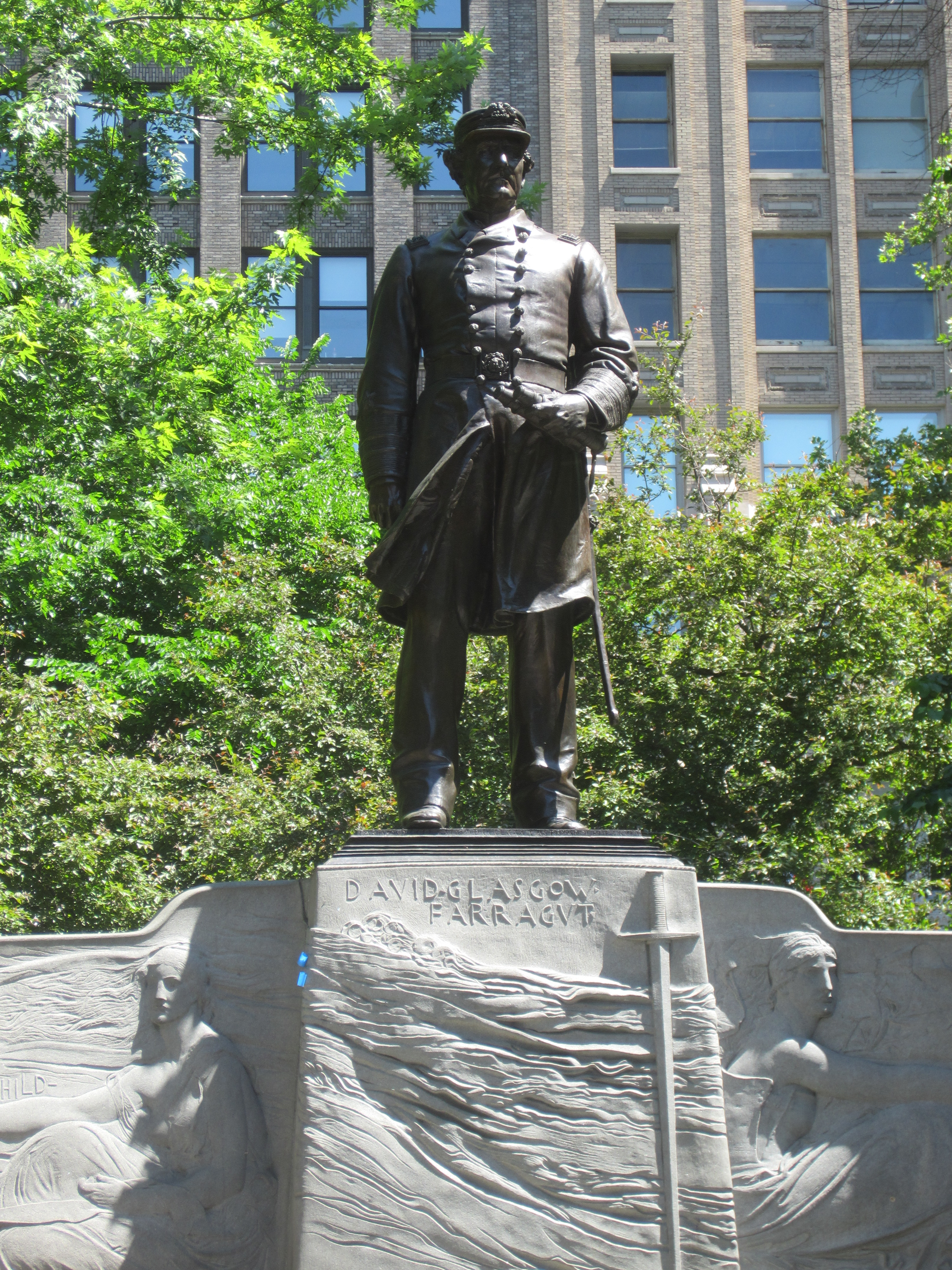
マディソン・スクエアのデヴィッド・ファラガット蔵
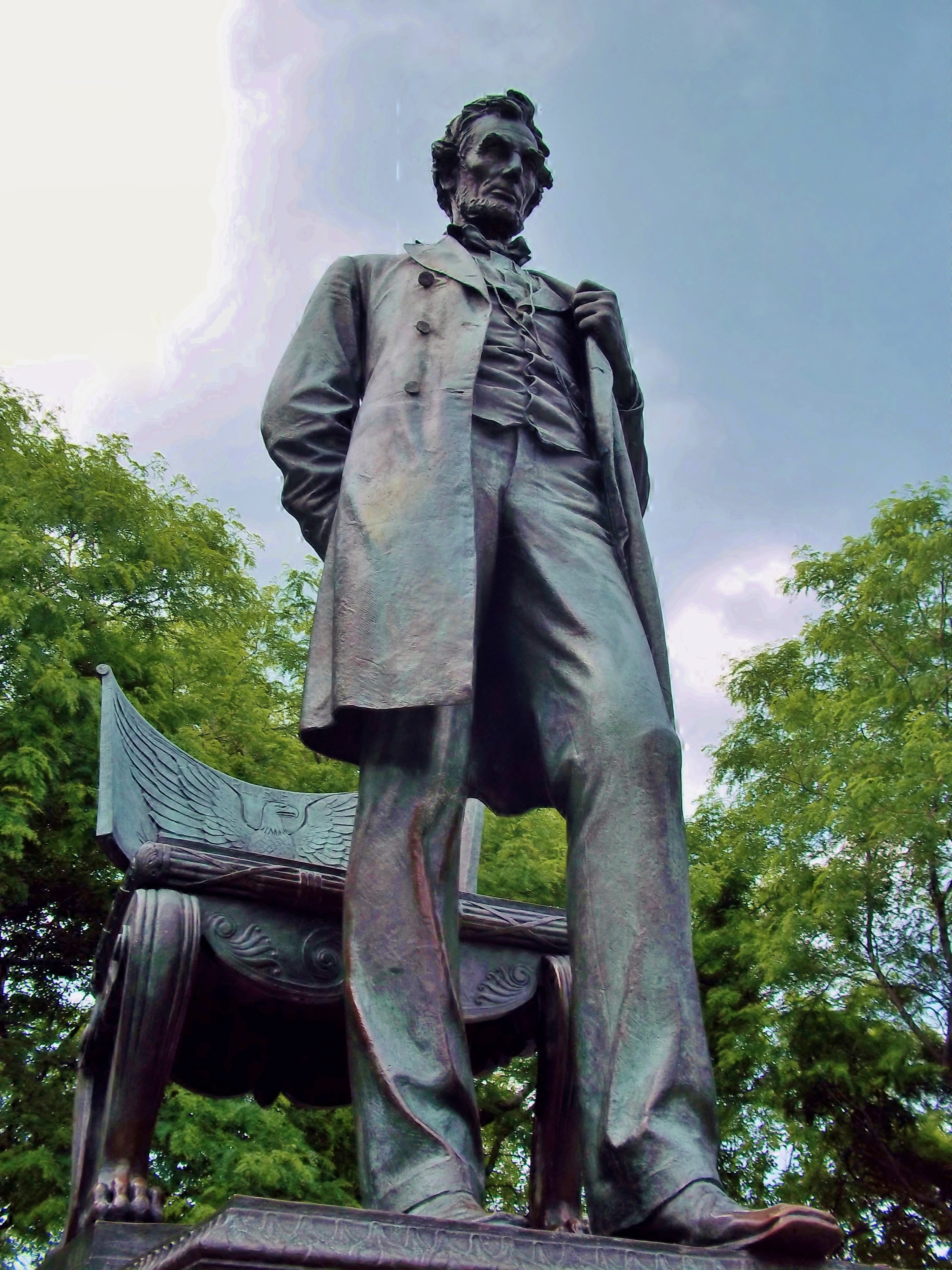
シカゴのリンカーン・パークのエイブラハム・リンカーン立像
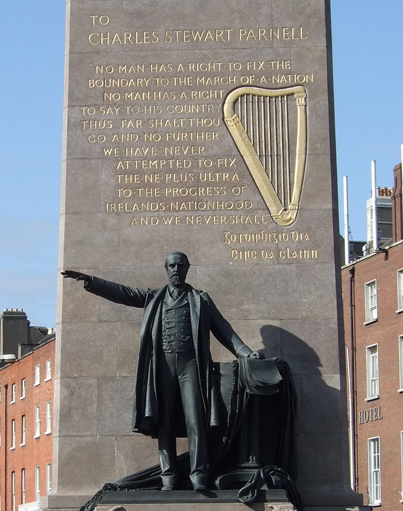
ダブリンのチャールズ・スチュワート・パーネルのモニュメント
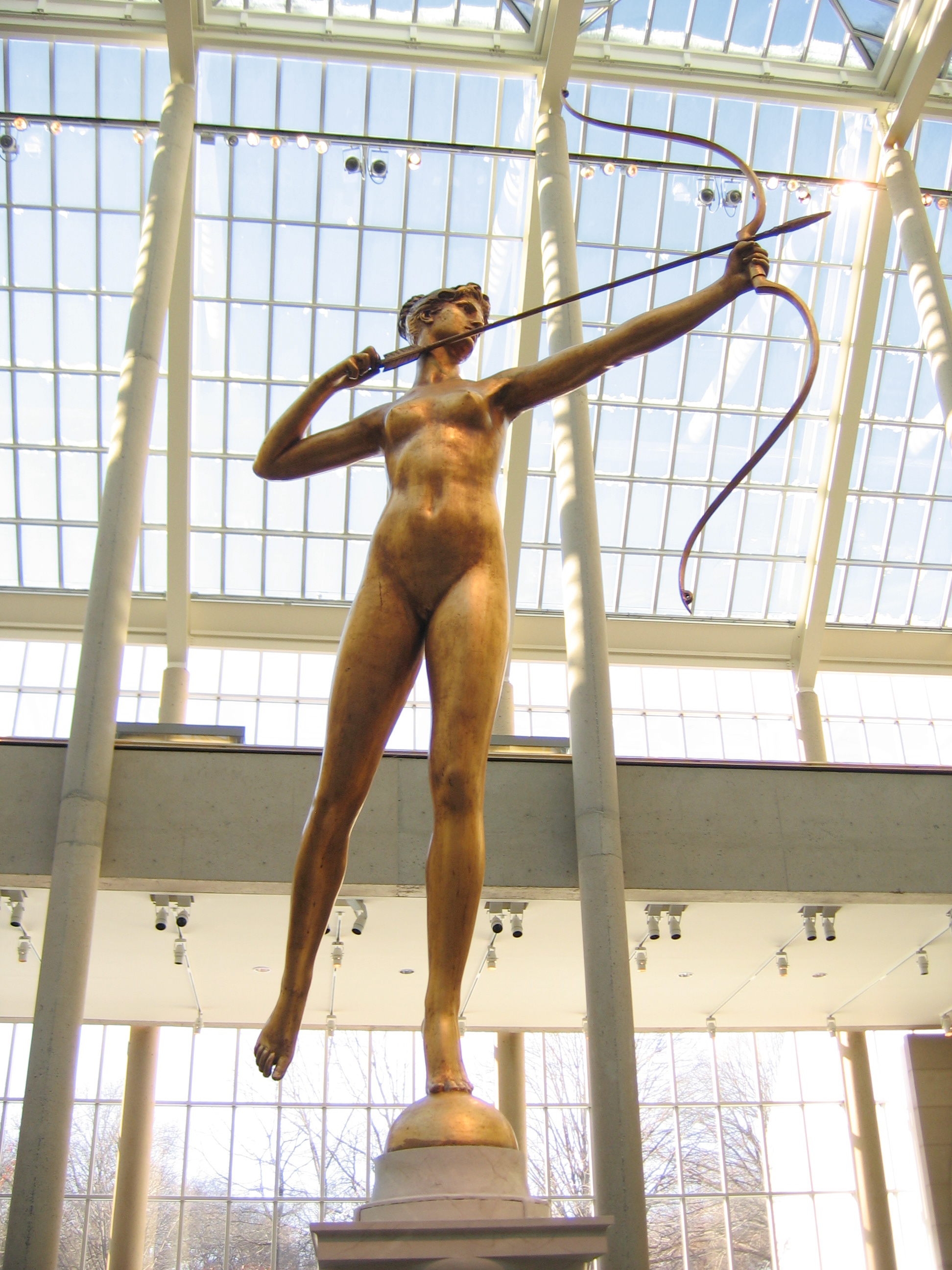
アルテミス メトロポリタン美術館蔵